# Zagreb Ladies Open 2011
Lo Zagreb Ladies Open 2011 è stato un torneo professionistico di tennis femminile giocato sulla terra rossa. È stata la 7ª edizione del torneo, che fa parte dell'ITF Women's Circuit nell'ambito dell'ITF Women's Circuit 2011. Si è giocato a Zagabria in Croazia dal 12 al 18 settembre 2011.

## Partecipanti

### Teste di serie
| Nazionalità | Giocatrice            | Ranking* | Testa di serie |
| ----------- | --------------------- | -------- | -------------- |
| Germania    | Kristina Barrois      | 89       | 1              |
| Russia      | Anastasija Pivovarova | 132      | 2              |
| Belgio      | Kirsten Flipkens      | 146      | 3              |
| Italia      | Corinna Dentoni       | 171      | 4              |
| Stati Uniti | Julia Cohen           | 172      | 5              |
| Argentina   | Florencia Molinero    | 176      | 6              |
| Bulgaria    | Dia Evtimova          | 180      | 7              |
| Romania     | Mihaela Buzărnescu    | 194      | 8              |

- Ranking al 29 agosto 2011.

### Altre partecipanti
Giocatrici che hanno ricevuto una wild card:
- Michaela Frlicka
- Silvia Njirić
- Monika Staníková
- Stephanie Vorih

Giocatrici che sono passate dalle qualificazioni:
- Indire Akiki
- Nicole Clerico
- Anja Prislan
- Petra Šunić

## Campionesse

### Singolare
Dia Evtimova ha battuto in finale  Anastasija Pivovarova con il punteggio di 6–2, 6–2

### Doppio
Maria João Koehler /  Katalin Marosi hanno battuto in finale  Maria Abramović /  Mihaela Buzărnescu con il punteggio di 6–0, 6–3